# Albrecht Timm
Albrecht Wilhelm Timm (* 13. Dezember 1915 in Halle (Saale); † 5. November 1981 in Schönau im Schwarzwald) war ein deutscher Historiker. Als erster Inhaber eines Lehrstuhls für Wirtschafts- und Technikgeschichte in der Bundesrepublik Deutschland prägte er maßgeblich die Entwicklung der deutschen Technikgeschichtsschreibung.

## Leben und Werk

### Während des Nationalsozialismus
Albrecht Timm war Sohn eines Lehrer-Ehepaares. Sein Vater fiel als Kompanieführer Ende August 1915 bei Bielsk Podlaski. Timm besuchte das Pädagogium zum Kloster Unser Lieben Frauen in Magdeburg, das während seiner Schulzeit mit dem humanistischen Domgymnasium verbunden wurde. Nach dem Abitur 1935 leistete er zunächst freiwilligen Reichsarbeitsdienst im Lager Sangerhausen. Im Herbst 1935 nahm er dann ein Studium der Geschichte, Germanistik und Kunstgeschichte an der Universität Halle auf. Nach drei Semestern wechselte er an die Universität Berlin, wo er nach weiteren drei Semestern 1938 bei Robert Holtzmann über Grenz- und Siedlungsverhältnisse im Südostharz promovierte.
Holtzmann machte Timm noch im selben Jahr zu seinem persönlichen Assistenten. Auf der Suche nach weiteren Verdienstmöglichkeiten wurde Timm von Kollegen an Reichsbauernführer Walther Darré verwiesen, der für seinen Stab Historiker als Hilfsarbeiter suchte, die über die historische Haltung des Bauerntums forschen sollten. Von 1939 bis 1945 war Timm Sachbearbeiter bei der Reichsdienststelle des Reichsnährstandes bzw. des Reichsernährungsministeriums in Berlin und Mitarbeiter in dessen Stabsamt. Im April 1941 trat er der NSDAP bei (Mitgliedsnummer 8.290.699). Im Auftrag Darrés, zu dem er enge Beziehungen unterhielt, erarbeitete Timm eine Studie über Moltke und das Bauerntum (1943).
Timm widmete sich außerdem Themen der „Westforschung“. Im Sinne der NS-Propaganda ging es dabei nach dem Westfeldzug und der Besetzung Frankreichs vor allem darum, das kulturelle Erbe der Germanen auf einstmals westfränkischem Boden zu betonen, das nun vom Nationalsozialismus in zeitgemäßer Form tradiert und verkörpert werde. Speziell die französische Geschichte wurde in Lehrbüchern entsprechend germanisch umgedeutet. Timm verfasste offenbar im Auftrag des Reichspropagandaministeriums eine kurze „Deutsche Geschichte“, die 1943 unter dem französischen Titel Précis de l'histoire d'Allemagne veröffentlicht und in Frankreich vertrieben werden sollte. Timm veröffentlichte aber auch völkische Propagandatexte.

„Es ist eines der größten Verdienste der nationalsozialistischen Bewegung, das wahre
deutsche Volksbewußtsein und Volkstum wieder geweckt zu haben. Das deutsche Volkstum war in den letzten hundert Jahren mehr und mehr durch die Begriffe und Strömungen des Kapitalismus auf der einen und des internationalen Marxismus auf der anderen Seite zurückgedrängt worden und fristete fast nur noch fern von dem großen Treiben auf dem Lande bei wenigen im deutschen Boden verwurzelten Menschen sein Dasein. Fand nicht die marxistische Irrlehre gerade bei vielen zwangsweise entwurzelten Menschen der Großstädte ihren Nährboden, und war ihr Hauptträger
nicht der ‚ewige‘ Jude, der Typ des Heimatlosen und Entwurzelten? Das deutsche Volk drohte nicht nur ein Volk ohne Raum, sondern allmählich auch eine Masse ohne Heimat zu werden.“

Timms Verhältnis zu Darrés Nachfolger als Reichsminister für Ernährung, Herbert Backe, schildert Timm selbst als weit weniger eng. Er habe sich im Auftrag Backes vor allem mit der Geschichte der Landflucht und mit dem Begriff „Landjugend“ beschäftigt. Nach eigenen Angaben versuchte er zugleich, „politischen Belastungen durch einen Militärdienst auszuweichen“, was an seiner mangelnden Tauglichkeit gescheitert sei. Timm litt seit Geburt an einer besonderen Schwäche des rechten Armes.
Mit der Auslagerung seiner Dienststelle von Berlin nach Neuruppin beendete Timm zum 1. August 1943 seine Assistententätigkeit an der Berliner Universität. Nach Kriegsende kehrte er zunächst nach Hainrode zurück.

### In der DDR
Durch Robert Holtzmann wurde Timm mit dem Kulturbund zur demokratischen Erneuerung Deutschlands in Kontakt gebracht, ohne selbst Mitglied zu werden. Holtzmann war es auch, der Timm 1945 an die Universitätsbibliothek Halle vermittelte, wo er bis 1947 eine Ausbildung zum Bibliothekar absolvierte, indes nicht abschloss. Auf Holtzmanns Empfehlung erhielt er 1947 eine Assistentenstelle an der Universität Rostock, wo er sich 1948 mit einer Arbeit zur Geschichte der Bevölkerung am Südostharz für mittlere und neuere Geschichte habilitierte.
1949 wurde Timm Dozent an der Universität Halle. Versuche aus Rostock und Greifswald, ihn als außerplanmäßigen Professor zu berufen, seien, so Timm, von staatlichen und parteilichen Stellen blockiert worden. 1952 wurde er als außerordentlicher Professor an die Humboldt-Universität Berlin berufen und gleichzeitig Leiter der Abteilung Mittelalter am Museum für Deutsche Geschichte. 1955 verließ er die DDR, nach eigenen Angaben, weil er ein verlangtes Bekenntnis zur DDR und ihrer Staatsführung ex cathedra nicht ablegen wollte, und weil ihm Auslandsreisen und weitere Assistenten verwehrt worden seien.

### In der Bundesrepublik Deutschland
Timm ging nach Hamburg, wo er zunächst in der Verlagsauslieferung des Christian Wegner Verlages arbeitete, bis er durch Fürsprache Otto Brunners ein Stipendium der Deutschen Forschungsgemeinschaft erhielt. Brunner war es auch, der Timm einen Lehrauftrag am Historischen Seminar der Universität Hamburg verschaffte und zur Umhabilitation auf die Frühe Neuzeit riet. Dazu beschäftigte sich Timm im Rückgriff auf die Geschichte der Universität Halle und die Geschichte der Kameralistik mit der Technologie als Teil der Regierungskunst des Kameralismus. 1964 legte er dazu auch eine Kleine Geschichte der Technologie vor. Darin formulierte das Programm einer sozial- und wirtschaftswissenschaftlich eingebetteten Technikgeschichte, die sich auch dem Nicht-Techniker öffnen sollte.
1958 wurde Timm Dozent und außerplanmäßiger Professor für mittlere und neuere Geschichte an der Universität Hamburg. Neben seiner Lehrtätigkeit arbeitete er für die Großbuchhandlung Lingenbrink und unternahm, angeregt von Dienststellen wie dem Büro Bonner Berichte des Bundesministeriums für innerdeutsche Beziehungen, ausgedehnte Vortragsreisen, auf denen er sich etwa zur gesamtdeutschen Frage äußerte. Außerdem stand er in Kontakt mit dem Mitteldeutschen Kulturrat, für den er zum Beitrag Mitteldeutschlands zur deutschen Kultur publizierte, und trat 1961 in dessen Vorstand ein. Timm nahm auch an der Abendländischen Akademie teil.
1965 wurde Timm auf den Lehrstuhl für Wirtschafts- und Technikgeschichte an der Ruhr-Universität Bochum berufen, den ersten Lehrstuhl in der Bundesrepublik, der sich explizit der Technikgeschichte widmen sollte. Eigentlich sollte Wilhelm Treue den Lehrstuhl erhalten; dieser lehnte aber ab. Da die bundesrepublikanische Technikgeschichte gerade mit der DDR-Forschung im Bereich der Geschichte der Frühindustrialisierung um die Deutungshoheit konkurrierte, qualifizierte Timms frühneuzeitlicher Arbeitsschwerpunkt ihn für die Aufgabe. Die DFG förderte dazu in Bochum die Einrichtung eines Forschungsschwerpunktes Geschichte der Frühindustrialisierung in Deutschland. Timm bemühte sich um einen Brückenschlag zwischen Technikwissenschaften und Geschichtswissenschaft unter Einbeziehung der Soziologie. Die Bedeutung des Bochumer Lehrstuhls lag, so Wolfhard Weber und Lutz Engelskirchen, vor allem darin, dass er mit den Lehrstühlen für Sozial- und Wirtschaftsgeschichte einen in Deutschland bis dahin einmaligen Forschungsschwerpunkt bildete.
Timm war zunächst der einzige Technikhistoriker in der Gesellschaft für Wissenschaftsgeschichte und von 1968 bis 1971 ihr Präsident. Als Mitglied der Deutschen Gesellschaft für Geschichte der Medizin, Naturwissenschaft und Technik hielt er Kontakt zu den dort organisierten Ingenieuren, Naturwissenschaftlern und Medizinern. 1970 gründete er den Verband der Hochschullehrer für Geschichte der Naturwissenschaften.
Timm veröffentlichte 1972 eine Einführung in die Technikgeschichte, mit welcher, so Weber und Engelskirchen, „der auf Kommunikation spezialisierte Mediävist“ überfordert gewesen sei, deren Ergebnis niemanden befriedigt habe und „die  seinem Ruf nicht gut tat, um es vorsichtig zu formulieren.“ Tatsächlich stellten zwei Darmstädter Doktoranden 1973 fest, dass Timms Einführung in weiten Teilen ein Plagiat des Buches Die Produktivkräfte in der Geschichte. Bd 1. Von den Anfängen in der Urgemeinschaft bis zum Beginn der Industriellen Revolution von Wolfgang Jonas, Valentine Linsbauer und Helga Marx sei, das 1969 im Ostberliner Karl Dietz Verlag erschienen war. Der Plagiatsfall erregte überregionale Aufmerksamkeit. Timm rechtfertigte sich, er habe in der „vorlesungsfreien Zeit […] im Schwarzwald mit Tonband und Schere“ das gesammelte Material „als eine Art Flickenteppich“ zusammengefügt. Als „ausgelasteter und viel engagierter Hochschullehrer“ sei ihm kaum Zeit zur Überprüfung der Texte verblieben.
Ulrich Wengenroth stellte die These auf, dass Timms Plagiat den Einfluss dokumentiere, welchen die marxistischen Studien auf die westdeutsche Technikgeschichte gehabt hätten, sobald soziale und ökonomische Kontexte zu beleuchten waren. Bis dahin seien in der Technikgeschichte der Bundesrepublik ausgesprochen konservative Kulturgeschichte und Ideengeschichte dazu genutzt worden, einen positivistischen Hintergrund für die vorgeblich neutrale Technik zu schaffen.
Ein weiteres Interessengebiet Timms war die Geschichte der Freizeit. Nachdem er bereits 1957 in der Zeitschrift magnum einen Kurzaufsatz Kleine Geschichte der Freizeit veröffentlicht hatte, erschien 1966 in den Deutschen Studien sein Aufsatz Verlust der Muße und 1968 eine gleichnamige Schrift.
1973 verlegte Timm seinen Wohnsitz nach Schönau im Schwarzwald. Hier hielt er anlässlich des 80. Geburtstages von Albert Leo Schlageter eine Rede, die 1975 in Henning Eichbergs Zeitschrift junges forum erschien. Darin wirft er die Frage auf, ob Schlageter als Widerstandskämpfer betrachtet werden müsse. An dieser „etwas wirren“ (Stefan Zwicker) Rede wurde von Manfred Franke kritisiert, dass Timm unzulässigerweise auf das Widerstandsrecht nach Artikel 20 des Grundgesetzes für die Bundesrepublik Deutschland anspiele und Parallelen zum Widerstand gegen den Nationalsozialismus ziehe, ohne die Motive Schlageters und seiner Hintermänner zu reflektieren und ohne zu bedenken, dass französische Besatzungsmacht im Ruhrgebiet nicht mit der deutschen Besatzungsmacht in Frankreich zu vergleichen sei.
Im Jahr 1979 erhielt Timm den mit 10.000 DM dotierten Georg-Dehio-Preis der Künstlergilde Esslingen.

## Schüler
Zu Timms Schülern gehörten Ulrich Troitzsch, Wolfhard Weber, Henning Eichberg, Volker Schmidtchen und Werner und Evelyn Kroker.

## Schriften
- Tausend Jahre Derenburg. In: Montagsblatt. Band 79, Nr. 29, 1937, ZDB-ID 997253-5, S. 232.
- Thüringisch-sächsische Grenz- und Siedlungsverhältnisse im Südostharz. Triltsch, Würzburg-Aumühle 1939, (Zugleich: Berlin, Universität, Dissertation, 1939).
- Der deutsche Bauer und das Sprichwort. In: Odal. Band 19, 1940, ISSN 0174-9773, S. 715–718.
- Deutsches Bauerntum in Polen – Schicksal und Leistungen. In: Montagsblatt. Band 82, Nr. 3, 1940, ZDB-ID 997253-5, S. 9–10.
- Geschichte des Dorfes Hainrode. 1936, (Neudruck: Triltsch, Würzburg 1940).
- Niederländische Kolonisation in Mitteldeutschland. In: Montagsblatt. Band 82, Nr. 24, 1940, S. 93–94.
- Wallhausen – eine vergessene Pfalz am Südharz. In: Sachsen und Anhalt. Band 17, 1941/1942/1943, S. 455–472.
- Moltke und das Bauerntum. Engelhard, Berlin 1943.
- Précis de l’histoire d’Allemagne. Éditions européennes, Berlin 1943.
- Der Friedensgedanke im Mittelalter. In: Wissenschaft und Frieden. Vortragsreihe. (Vorgetragen im Winter 1951/52 in der Martin-Luther-Universität Halle Wittenberg). Martin-Luther-Universität, Halle-Wittenberg 1952, S. 45–56.
- Das Friesenfeld und die Friesen. In: Tradition und neue Wirklichkeit der Universität. Festschrift für Professor Dr. jur. Dr. phil. h.c. Erich Schlesinger zu seinem 75. Geburtstage (= Wissenschaftliche Zeitschrift der Universität Rostock. Gesellschafts- und sprachwissenschaftliche Reihe. Jahrgang 5, Sonderheft, 1955/1956, ISSN 0323-4630). Als Manuskript gedruckt. Selbstverlag der Universität Rostock, Rostock 1955, S. 124–127.
- Studien zur Siedlungs- und Agrargeschichte Mitteldeutschlands. Böhlau, Köln u. a. 1956.
- Technologie und Technik im Übergang zwischen Mittelalter und Neuzeit. In: Vierteljahrschrift für Sozial- und Wirtschaftsgeschichte. Band 46, Nr. 3, 1959, S. 350–360, JSTOR:20728319, (Antrittsvorlesung vor der Philosophischen Fakultät der Universität Hamburg).
- Die Universität Halle-Wittenberg. Herrschaft und Wissenschaft im Spiegel ihrer Geschichte (= Mitteldeutsche Hochschulen. 5, ZDB-ID 591087-0). Weidlich, Frankfurt am Main 1960.
- Die Waldnutzung in Nordwestdeutschland im Spiegel der Weistümer. Einleitende Untersuchungen über die Umgestaltung des Stadt-Land-Verhältnisses im Spätmittelalter. Böhlau, Köln u. a. 1960.
- Was weißt Du von Adolf Hitler? Schöningh, Paderborn 1960.
- Der Kyffhäuser im deutschen Geschichtsbild (= Historisch-politische Hefte der Ranke-Gesellschaft. 3, ISSN 0039-3479). Musterschmidt, Göttingen 1961.
- Questenberg und sein Questenfest in Sage und Geschichte. In: Harz-Zeitschrift. Band 13 = 94, 1961, ISSN 0073-0882, S. 71–86.
- Die Technologie im Rahmen der Staatswissenschaft des 18. Jahrhunderts. In: Jahrbücher für Nationalökonomie und Statistik. Band 174, Nr. 6, 1962, S. 481–491.
- mit Eduard Heimann, Hans-Rudolf Müller-Schwefe: Zum Tag der Deutschen Einheit. Vorlesungen am 17. Juni 1963 (= Hamburger Universitätsreden. 30, ISSN 0438-4822). Selbstverlag der Universität Hamburg, Hamburg 1963.
- Kleine Geschichte der Technologie (= Urban-Bücher. 78, ZDB-ID 995319-X). Kohlhammer, Stuttgart 1964.
- Sind wir Kyffhäuserdeutsche? Vortrag gehalten am 18. Juni 1964 in Heidelberg. In: Mitteldeutsche Vorträge. 2, 1964, ZDB-ID 202559-0, S. 7–16
- Von der Kameralistik zur Nationalökonomie. Eine wissenschaftsgeschichtliche Betrachtung in den Spuren von Gustav Aubin. In: Otto Brunner, Hermann Kellenbenz, Erich Maschke, Wolfgang Zorn (Hrsg.): Festschrift Hermann Aubin zum 80. Geburtstag. Band 1. Steiner, Wiesbaden 1965, S. 358–374.
- 150 Jahr Provinz Sachsen. Ein Schmelztiegel deutscher Einheit. In: Mitteldeutsche Vorträge. Nr. 2, 1964, S. 17–25
- Verlust der Muße. Zur Geschichte der Freizeitgesellschaft. Knauel, Buchholz 1968.
- Technik. Mit einem Vorwort von Wernher von Braun, Habel-Verlag, Berlin sowie Deutsche Buch-Gemeinschaft, Darmstadt, je 1971.
- Zur Geschichte der Frühindustrialisierung in Mittel- und Osteuropa. In: Deutsche Studien. Band 9, Nr. 34, 1971, ISSN 0012-0812, S. 197–202.
- Einführung in die Technikgeschichte (= Sammlung Göschen. 5010). De Gruyter, Berlin u. a. 1972, ISBN 3-11-004212-6.
- Schlageter und wir. Ansprache zu seinem 80. Geburtstag, gehalten in Schönau (Schwarzwald) (= Junges Forum. Nr. 2, 1975, ISSN 0171-9386). Verlag Deutsch-Europäischer Studien, Hamburg 1975.
- Zur Wissenschaftsgeschichte. Mein Weg und mein Wollen. Richarz, Sankt Augustin 1975, ISBN 3-921255-09-0.
- mit Hermann Heckmann: Halle so wie es war. Droste, Düsseldorf 1977, ISBN 3-7700-0466-3.